# San José de Chamanga
San José de Chamanga ist eine Ortschaft und eine Parroquia rural („ländliches Kirchspiel“) im Kanton Muisne der ecuadorianischen Provinz Esmeraldas. Die Parroquia besitzt eine Fläche von 147,1 km². Die Einwohnerzahl lag im Jahr 2010 bei 4254.

## Lage
Die Parroquia San José de Chamanga liegt an der Pazifikküste im Nordwesten von Ecuador. Der Hauptort San José de Chamanga befindet sich am Ästuar des Río Cojimíes etwa 38 km südsüdöstlich vom Kantonshauptort Muisne. Die Fernstraße E15 (Esmeraldas–Manta) führt an San José de Chamanga vorbei. Im Nordosten reicht das Verwaltungsgebiet etwa 16 km ins Landesinnere.
Die Parroquia San José de Chamanga grenzt im Norden an die Parroquia San Gregorio, im Osten an die Parroquia Cube (Kanton Quinindé), im Süden an die Provinz Manabí mit der Parroquia Cojimíes im Kanton Pedernales sowie im Westen an die Parroquias Sálima und Daule.

## Orte und Siedlungen
In der Parroquia gibt es neben dem Hauptort folgende Siedlungen: Palmar, Boca de Tigua, Bellavista, Los Laureles, Florida, La Lora und Piedra Fina.

## Geschichte
Die Parroquia San José de Chamanga wurde 1954 eingerichtet.

## Ökologie
Der im Landesinneren gelegene Nordosten der Parroquia gehört zum Schutzgebiet Reserva Ecológica Mache Chindul.